# Metà della Terra - Salvare il futuro della vita
Metà della Terra - Salvare il futuro della vita (Half-Earth: Our Planet's Fight for Life) è un saggio scientifico del biologo inglese Edward Osborne Wilson pubblicato nel 2016 nel quale l'autore propone che metà della superficie terrestre sia destinata ad una riserva naturale per preservare la biodiversità.